# Social Security number

Vzor karty sociálního zabezpečení, 2017

Číslo sociálního zabezpečení (Social Security number, SSN) je identifikační číslo používané v USA, vydávané federální Správou sociálního zabezpečení (Social Security Administration) pro občany USA, trvalé i přechodné rezidenty.

## Historie

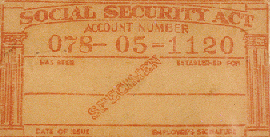
Reklamní SSN kartička v červené (reálné jsou modré), 1938

SSN bylo zavedeno v roce 1936 v rámci programu New Deal prezidenta Franklina Roosevelta. Původně bylo vytvořeno pouze za účelem sledování historie příjmů zaměstnanců pro účely nároku na sociální zabezpečení a výpočet dávek, později se začalo používat jako téměř univerzální identifikátor, kdy postupně (zejména v 70. letech 20. století) nahradilo dříve užívané systémy. V posledních desetiletích se SSN stalo ve Spojených státech de facto národním identifikačním číslem, obdobným českému rodnému číslu.

## Použití
Číslo je přidělováno podle paragrafu 205(c)(2) Zákona o sociálním zabezpečení (Social Security Act), resp. 42 U.S.C. § 405(c)(2) ) a může být získáno na základě formuláře se žádostí SS–5 („Application for A Social Security Number Card“). Používá se jako všeobecné identifikační číslo i pro daňové, armádní (včetně námořnictva apod.), zaměstnavatelské, lovecké a ostatní účely. Vydává se jich 5,5 milionu ročně a od jejich zavedení roku 1936 jich bylo vydáno asi 450 milionů.
Číslo je devítimístné a má formát: "AAA-GG-SSSS"
Do roku 2011 měly jednotlivé částí následující význam:
- AAA vyplývá z oblasti podle jednotlivých států - každý má přidělený určený rozsah čísel oblastí,
- GG jsou skupinová čísla (Group Number),
- SSSS jsou sériová (pořadová) čísla osob.

Od ledna roku 2011 jsou celá SSN vydávána náhodně, bez určení oblastí apod., jen s kontrolou unikátnosti. Stará čísla zůstávají v platnosti. Čísla sociálního zabezpečení nemají (oproti rodnému číslu) žádnou kontrolní číslici nebo jiný mechanismus proti chybám v zadávání.
Přestože není ze zákona povinné, je nutné pro prakticky jakýkoli styk s úřady a zpravidla i s ostatními organizacemi. Kromě tohoto identifikačního čísla daňové úřady provozují systém dočasných čísel plátců daní Individual Taxpayer Identification Number, ITIN pro zabránění krádeží identity, zejména u vratek daní. Používá ale se také pro nemovitostní transakce.